# Afantasía

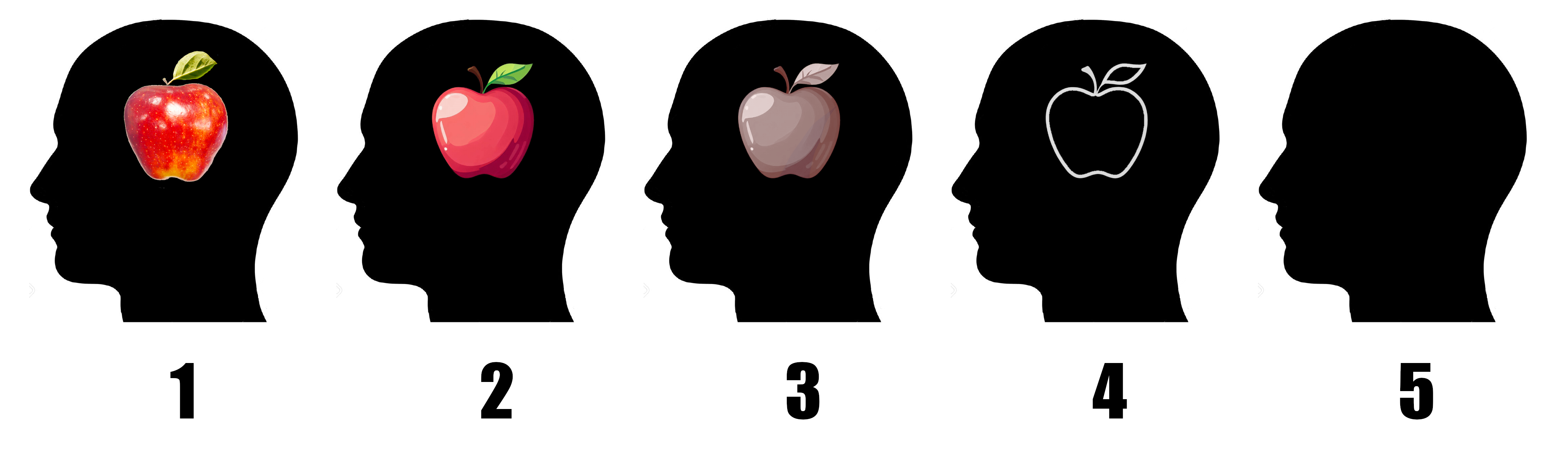
Representación de cómo personas con distintas capacidades de visualización pueden imaginarse una manzana. La primera imagen es brillante y fotográfica, los niveles 2 a 4 muestran imágenes cada vez más simples y difuminadas, y el último -que representa la afantasía completa- no muestra imagen alguna.

Afantasía es el nombre propuesto para una condición en la que una persona no puede crear imágenes en su mente, dicho de otra forma, que tal persona no puede visualizar imágenes sólo con la mente, aunque sí las perciben con los sentidos. El fenómeno fue descrito por primera vez por Francis Galton en 1880, pero hasta hace muy poco seguía siendo una patología poco estudiada. El interés por el fenómeno se reavivó después de la publicación de un estudio realizado por el equipo dirigido por el profesor Adam Zeman de la Universidad de Exeter, que acuñó el término afantasía. La investigación sobre el tema es aún escasa, pero se están planeando más estudios.

## En la cultura popular
En abril de 2016 se publicó un ensayo escrito por Blake Ross, cocreador del navegador web Mozilla Firefox, describiendo su propia afantasía y cómo descubrió que no todo el mundo la experimenta; este texto tuvo gran difusión en medios de comunicación y redes sociales.
Es similar a como se imaginan las cosas las personas ciegas de nacimiento, no hay imágenes pero si se puede percibir el objeto.

## Conceptos relacionados
La afantasía es similar a las dificultades para distinguir los colores o reconocer caras, en el sentido de que las personas afectadas por esta discapacidad invisible son incapaces de hacer cosas que la mayoría de la gente sí puede. Si bien no tienen una discapacidad como tal, no se pueden imaginar cosas en su mente. Básicamente pueden reconocer todo, pero necesitan verlo de frente o una imagen